# インディアナ大学ブルーミントン校ロー・スクール
インディアナ大学ブルーミントン校ロー・スクールはインディアナ州ブルーミントンに所在するロー・スクールであり、インディアナ大学に設置されている2つのロー・スクールのうちの1つである。2008年12月4日、多額の寄付などを通じてインディアナ大学ブルーミントン校ロースクールに貢献のあったMichael S. Maurer氏（JD1967年卒）の名を冠して、Maurer School of Lawと称されることとなった。

## 歴史と背景
インディアナ大学ブルーミントン校ロースクールは、1842年に設立された、米国内でも最も古い歴史を持つロー・スクールの1つである。校舎はインディアナ大学ブルーミントン校キャンパスの南西端に位置し、ブルーミントン市のダウンタウンに隣接している。卒業生の多くは中西部で働いているが、それに次ぐ多くの卒業生がワシントンD.C.及びニューヨークで働いている。設立以来、インディアナ大学ブルーミントン校ロー・スクールは、多数の著名な卒業生を輩出して来た。これらの卒業生の中には、数多くのインディアナ州最高裁判所、連邦控訴審裁判所及び連邦地法裁判所の裁判官のほか、1名の合衆国連邦最高裁判所裁判官が含まれる。インディアナ大学ブルーミントン校ロースクールの図書館は、75万冊を超える蔵書を保有し、全米第20位の規模となっている。また、ナショナル・ジュリスト・マガジン（2004年秋号）（National Jurist Magazine (Fall 2004)）において、"Best Law Library in the Country" と評価された。

## 学問

### 学位
インディアナ大学ブルーミントン校ロースクールで取得できる学位は以下の通りである。
（1）JD（Juris Doctor。但し、インディアナ大学ブルーミントン校ロースクールではDoctor of Jurisprudenceが正式名称とされている ）及びJDと他学部の複合学位：
JD (Doctor of Jurisprudence),
JD/MBA,
JD/MPA in accountancy,
JD/MS in environmental science,
JD/MPA,
JD/MA in journalism,
JD/MA,
JD/MS in telecommunications,
JD/MS in library and information science
（2）修士：
LL.M. (Master of Laws)（法学修士)、
M.C.L. (Master of Comparative Law)（比較法修士)
（3）博士：
S.J.D. (Doctor of Judicial Science)

### 評価
USニュース誌（USニューズ&ワールド・レポート）による2010年度「トップ100ロー・スクール」ランキングでは、インディアナ大学ブルーミントン校ロースクールは23位にランクされた。
また、2008年度より開始されたVault（Vault)誌による、卒業生の就職に焦点を当てたランキングでは、全米14位にランクされた（公立校としては第4位）。

## 日本との関係
インディアナ大学ブルーミントン校ロースクールは、毎年LL.M.及びM.C.L.課程を中心に数名の日本人留学生を受け入れている。日本人留学生は、日本の法曹の他、日本で企業に勤務する者や、研究者を志す者などによって構成されている。また、ジョセフ・ホフマン（Joseph L. Hoffmann）教授など、日本で教鞭を執ったことのある教授もおり、日本法に関するセミナーも（毎年ではないが）開講されている。

## 有名な卒業生
日本関係者
- 宮川益次（Masuji Miyakawa）(1905年)：米国の法曹資格を取得した最初の日本人（米国に帰化したため日系アメリカ人）。
- 浜辺 陽一郎（1992年）：弁護士、早稲田大学大学院法務研究科教授。

著名な文化人
- ホーギー・カーマイケル　Hoagy Carmichael （1926年）：作曲家、『スターダスト』『我が心のジョージア』の作曲で有名。

## 参考
1. ↑  Where Are They Now? : Careers : Indiana Law